# Glareola
A Glareola a madarak osztályának lilealakúak (Charadriiformes) rendjébe és a székicsérfélék (Glareolidae) családjába tartozó nem.

## Rendszerezés
A nemet Mathurin Jacques Brisson francia zoológus írta le 1760-ban, az alábbi fajok tartoznak ide:
- hamvas székicsér (Glareola cinerea)
- kis székicsér (Glareola lactea)
- kövi székicsér (Glareola nuchalis)
- madagaszkári székicsér (Glareola ocularis)
- feketeszárnyú székicsér (Glareola nordmanni)
- székicsér (Glareola pratincola)
- keleti székicsér (Glareola maldivarum)

## Előfordulásuk
Európa, Afrika és Ázsia területén honosak. A fajok egy része állandó, de a többség vonuló. Természetes élőhelyeik a mangroveerdők, tengerparti torkolatok, szikes lagúnák, tavak, folyók és patakok környéke.

## Megjelenésük
Testhosszuk 17-25 centiméter közötti.

## Életmódjuk
Az ismertebb fajok rovarokkal táplálkoznak, melyet főleg a levegőben kapnak el.